# Aphytis maculatipennis
Aphytis maculatipennis är en stekelart som först beskrevs av Dozier 1933.  Aphytis maculatipennis ingår i släktet Aphytis och familjen växtlussteklar. Inga underarter finns listade i Catalogue of Life.